# 雲母温泉

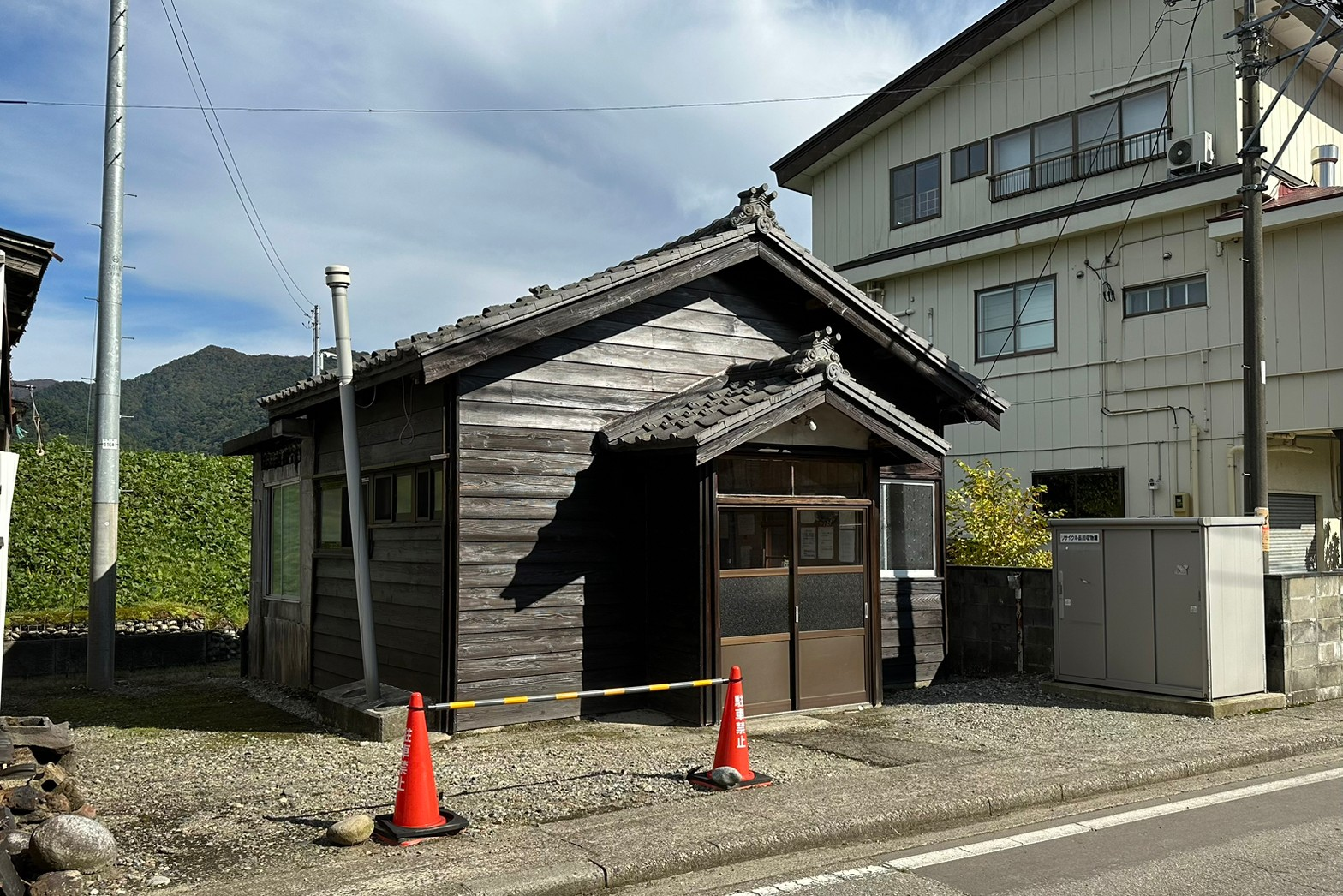
雲母共同浴場

雲母温泉（きらおんせん）は、新潟県岩船郡関川村、荒川沿いにある温泉。湯沢、高瀬、鷹ノ巣、桂の関と併せてえちごせきかわ温泉郷を構成している。

## 泉質
上関共同浴場と雲母共同浴場はともに雲母1号井を使用している。
- 1号井
  - ナトリウム-塩化物・硫酸塩泉（低張性弱アルカリ性高温泉）[3]
  - 源泉温度は69.0度[3]
- 2号井
  - ナトリウム-塩化物・硫酸塩泉（低張性弱アルカリ性高温泉）[3]
  - 源泉温度は95.0度[3]
- 3号井
  - ナトリウム-塩化物・硫酸塩泉（低張性中性高温泉）[3]
  - 源泉温度は62.3度[3]

## 温泉街
荒川左岸の河畔に位置する（川を挟んで右岸側に高瀬温泉がある）。旅館2軒と共同浴場2軒が点在している。
温泉地は歓楽的要素はなく、閑静な雰囲気が漂う。旅館でも日帰り入浴可能。
かつてはもう一軒、温泉宿があったが、現在は休業している。

## 歴史
- 昭和34年（1959年）に開湯。温泉郷の中では歴史が最も浅い。
- 名称の由来は、昔から花崗岩が多く見られた地域であった。岩の中で雲母がキラキラと輝いていることから、雲母温泉の名がついたとされる。

## アクセス
- JR米坂線越後下関駅下車、車で5分。
- 高速バスZao号「下関」バス停（新潟交通観光バス下関営業所前。越後下関駅前交差点脇）下車。
- 駅および下関営業所からは以下の手段が利用可能。
  - レンタサイクル：駅から徒歩約5分の自転車店と温泉街において「湯～チャリ」の貸出しが行われており、乗り捨て利用も可能[5][6]。
  - 雲母温泉まで：新潟交通観光バスの路線バス利用（平日のみ運行、本数僅か）
- 日本海東北自動車道 荒川胎内ICから国道113号経由で約16 km、約20分。